# Блэр, Линда
Линда Дениз Блэр (англ. Linda Denise Blair, 22 января 1959 года, Сент-Луис, Миссури, США) — американская актриса кино и телевидения. Наиболее известна по роли одержимой девочки Риган МакНил в фильме ужасов Уильяма Фридкина «Изгоняющий дьявола» (1973), эта роль принесла ей номинацию на премию «Оскар» за «Лучшую женскую роль второго плана» и премию «Золотой глобус» в категории «Лучшая женская роль второго плана в кинофильме» в 1973 году.

## Ранние годы
Линда Дэниз Блэр родилась в Сент-Луисе (штат Миссури) в семье военно-морского рекрута Джеймса Фредерика и Элионоры Блэр (урождённой Лич). У неё были старшая сестра Дэбби и старший брат Джим. Когда Линде было 2 года, отец устроился на работу в Нью-Йорке и семья переехала в город Уэстпорт в Коннектикуте, где Элионора пошла работать агентом по продаже недвижимости. В 5 лет Линда начала работать моделью, снявшись в фотосессиях для детских разделов в каталогах «Sears», «J. C. Penney» и «Macy’s» и в более чем 70 рекламных роликах виноградного джема компании «Welch's». В шесть лет она заключила контракт с газетой «The New York Times» на участие в её рекламе и в этом же возрасте начала заниматься верховой ездой.  Несмотря на то, что Линда мечтала стать ветеринаром, её карьера модели постепенно перешла в актёрскую, и в 1968 году состоялся её актёрский дебют, когда снялась в качестве постоянного актёра в мыльной опере «Hidden Faces».

## Карьера
Линда Блэр начала свою актёрскую карьеру с небольших эпизодических ролей в кино и телесериалах, её дебютной работой в кино стала роль Барди в фильме «Спортивный клуб» в 1971 году.
Вскоре ей предложили роль одержимой дьяволом девочки, которая стала её прорывом.
На роль Риган Макнил в фильме «Изгоняющий дьявола» первоначально планировалась молодая актриса Памелин Фердин, но режиссёр картины Уильям Фридкин решил взять на эту роль совершенно неизвестную актрису. Поскольку Фердин уже была известна по своим телевизионным ролям, исполнительницей Риган была выбрана Линда Блэр.
Фильм, снятый по бестселлеру Питера Уильяма Блэтти, получил 10 номинаций на премию «Оскар» и выиграл две из них за «Лучший адаптированный сценарий» (Уильям Питер Блэтти) и «Лучший звук» (Роберт Кнудсон, Кристофер Ньюман). Блэр также была номинирована на «Оскар» за «Лучшую женскую роль второго плана», её партнёрами по фильму стали такие звёзды как Эллен Бёрстин и Макс фон Сюдов.
В «Списке ста величайших кинематографических злодеев и героев», опубликованном Американским институтом киноискусства в июне 2003 года, персонаж фильма «Изгоняющий дьявола» Риган Макнил в исполнении Линды Блэр удостоился девятого места среди злодеев.
Шансы на получение премии «Оскар» у Линды Блэр значительно уменьшились из-за скандала, в котором Мерседес Маккэмбридж, актриса, озвучивавшая демона, подала в суд на студию «Warner Bros.» за то, что её имени не оказалось в титрах. В итоге «Оскар» получила Татум О’Нил, а Блэр была удостоена премии «Золотой глобус», в номинации «Лучшая женская роль второго плана» и получила номинацию на эту же премию за «Лучший актёрский дебют среди женщин», а также получила премию Выбор народа.
Спустя год после этого, Линда появилась в фильме «Аэропорт 1975», где сыгранная ею больная девочка, ждущая пересадку почки, выглядела довольно наивно и комично из-за крупной и успешной предыдущей роли.
В 1977 году Линда снялась в продолжении фильма «Изгоняющий дьявола» под названием «Изгоняющий дьявола 2: Еретик», где она сыграла уже взрослую Риган через четыре года после ужасных событий произошедших с ней. Фильм был очень холодно воспринят критиками и публикой, но Блэр была номинирована на премию «Сатурн» как лучшая актриса в 1978 году.

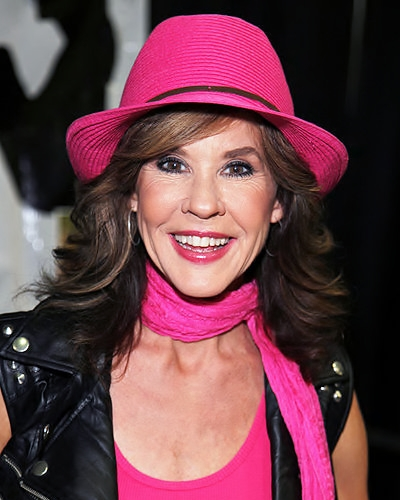
Линда Блэр в Лос-Анджелесе в 2012 году

Затем последовали роли в малоуспешных фильмах: «Победа в Энтеббе» (1976), «Адская ночь» (1981), «Женщины за решёткой» (1984), «Остров Дикарей» (1986) и «Дикие улицы» (1986), почти за каждую из ролей в этих фильмах она либо номинировалась или получала премию «Золотая малина» в номинации «Худшая актриса». Следующие фильмы с её участием также не имели большого успеха и прошли почти незаметно — «Переполох» (1981), «Ночной патруль» (1984), за который ей даже вручили «Золотую малину» в номинации «Худшая актриса», «Красная жара» (1985), «Опять всесильный» (1990) и «Роковая связь» (1992). В итоге она получила шесть номинаций на «Золотую малину», в четырёх из которых выиграла.
В 1990 году Линда Блэр появилась в фильме «Рецидив» — пародии на «Изгоняющий дьявола», где, как и в оригинале, исполнила роль одержимой дьяволом, но на этот раз уже женщины, матери двоих детей. Её Нэнси Аглет стала почти точной копией её работы в оригинальном фильме, а главную роль в картине исполнил Лесли Нильсен.
В 1996 году она снялась в триллере «Крик», где исполнила эпизодическую роль репортёра. Одна из её последних, крупных ролей была в телесериале «Сверхъестественное» в 2006 году и в этом же году была номинирована на награду «TV Land Award» как лучшая звезда из фильма недели. После этого она редко появлялась на экране, в основном в короткометражных фильмах и эпизодических ролях в телесериалах.
В 2016 году актриса снялась в фильме «Зелёная фея».

## Личная жизнь
В возрасте 15 лет состояла в отношениях с певцом Риком Спрингфилдом, с которым познакомилась в Whisky a Go Go. Она также встречалась с Гленном Хьюзом и с Томми Шау. В начале 1990-х состояла в отношениях с актёром Уингзом Хаузером.
По сообщению британского сайта The Biography Channel, Линда Блэр некоторое время страдала от алкоголизма и наркотической зависимости.
В конце 1970-х годов актриса имела проблемы с полицией, когда ей было предъявлено обвинение в хранении наркотиков (кокаин).
Блэр тогда признала свою вину в обмен на трёхлетний испытательный срок.
Большую часть своей взрослой жизни актриса посвятила фонду защиты животных.
Блэр была вегетарианкой в течение 13 лет, прежде чем стать веганкой в 2001 году. В 2014 году она рассказала, что лечилась от пупочной грыжи. По состоянию на 2015 год Блэр проживает в Кото-де-Каза, Калифорния.

## Фильмография
| Год       |     | Русское название                           | Оригинальное название                          | Роль                      |
| --------- | --- | ------------------------------------------ | ---------------------------------------------- | ------------------------- |
| 1971      | ф   | Спортивный клуб                            | The Sporting Club                              | Барди                     |
| 1973      | ф   | Изгоняющий дьявола                         | The Exorcist                                   | Риган МакНил              |
| 1974      | ф   | Рожденные невинными                        | Born Innocent                                  | Крис Паркер               |
| 1974      | ф   | Аэропорт                                   | Airport                                        | Джейн Эбот                |
| 1975      | ф   | Сладкая заложница                          | Sweet Hostage                                  | Дорис Мэй Винтерс         |
| 1975      | ф   | Победа в Энтеббе                           | Victory at Entebbe                             | Коана Виновски            |
| 1977—1984 | с   | Остров фантазий                            | Fantasy Island                                 | Сара / Джейн Эймс         |
| 1977      | ф   | Изгоняющий дьявола 2                       | Exorcist 2: The Heretic                        | Риган МакНил              |
| 1977—1987 | с   | Лодка любви                                | The Love Boat                                  | Мифи                      |
| 1978      | ф   | Незнакомец в нашем доме                    | Stranger in Our House                          | Рэйчел Бруат              |
| 1979      | ф   | Роллер Буги                                | Roller Boogie                                  | Тэри Баркли               |
| 1979      | ф   | Дикий дом Хэнка                            | Wild House Hank                                | Хэнк Брэдфорд             |
| 1980      | ф   | Переполох                                  | Ruckus                                         | Джени Биломс              |
| 1981      | ф   | Адская ночь                                | Hell Night                                     | Мартин Гэйнс              |
| 1983      | ф   | Женщины за решеткой                        | Chained Heat                                   | Кэрол Хэндерсон           |
| 1984      | ф   | Дикие улицы                                | Savage Streets                                 | Брэнда                    |
| 1984—1996 | с   | Она написала убийство                      | Murder, She Wrote                              | Джейн / Паскаль           |
| 1984      | ф   | Ночной патруль                             | Night Patrol                                   | офицер Сью Пэрмен         |
| 1985      | ф   | Красная жара                               | Red Heat                                       | Кристин Карлсон           |
| 1985—1992 | с   | Секретный агент Макгайвер                  | MacGyver                                       | Джени Ларсон              |
| 1985      | ф   | Остров дикарей                             | Savage Island                                  | Дэли                      |
| 1987—1997 | с   | Женаты и с детьми                          | Married with Children                          | Ида Мэй                   |
| 1987      | ф   | Ночной отряд                               | Nightforce                                     | Карла                     |
| 1987      | ф   | Гротеск                                    | Grotesque                                      | Лиза                      |
| 1987      | ф   | Мститель                                   | SFX Retaliator                                 | Дорис                     |
| 1988      | ф   | Молчаливые убийцы                          | Sileht Assassins                               | Сара                      |
| 1988—1990 | с   | Монстры                                    | Monsters                                       | Лиа                       |
| 1988      | ф   | Ведьмовство                                | La casa 4                                      | Джейн Брукс               |
| 1988      | ф   | Движущаяся мишень                          | Barsaglio sull'autostrada                      | Сали Тайлер               |
| 1989      | ф   | Дурная кровь                               | Bad Blood                                      | Эви Барнес                |
| 1989      | ф   | Под залог                                  | W.B. Blue and the Bean                         | Анэт /Нэти Ригимей        |
| 1989      | ф   | Глаза за окном спальни 2                   | Bedroom Eyes 2                                 | Софи Стивенс              |
| 1989      | ф   | Заморозка                                  | The Chilling                                   | Мэри Хэмптон              |
| 1990      | ф   | Опять всесильный                           | Zapped Again!                                  | Мисс Митчел               |
| 1990      | ф   | Рецидив / Изгоняющий заново                | Reposseded                                     | Нэнси Аглет               |
| 1991      | ф   | Роковая связь                              | Fatal Bond                                     | Леони Стивенс             |
| 1992      | ф   | Мёртвый сон                                | Dead Sleep                                     | Мегги Хилдон              |
| 1992—1997 | с   | Отступник                                  | Renegade                                       | Тэди Рэй Томпсон          |
| 1992      | ф   | Перри Мейсон: Дело обездоленной невесты    | Perry Mason: The Case of the Heartbroken Bride | Шенан Хэмкинс             |
| 1993      | кор | Телефон                                    | Phone                                          | женщина                   |
| 1994      | ф   | Двойной взрыв                              | Double Blast                                   | Клаудия                   |
| 1994      | с   | Робин Гуды                                 | Robin's Hoods                                  | Карла Палете              |
| 1994      | ф   | Возвращение с закона                       | Skins                                          | Мегги Джонер              |
| 1995      | ф   | Любовь и магия 2: Колдунья                 | Sorceress                                      | Амелия Рэйнольдс          |
| 1996—2000 | с   | Пси Фактор: Хроники паранормальных явлений | PSI Factor: Chronicles of the Paranormal       | Ребекка Роуз              |
| 1996      | ф   | Жертва ягуара                              | Prey of the Jaguar                             | Коди Джонсон              |
| 1996      | ф   | Крик                                       | Scream                                         | неприятный репортёр       |
| 1997      | с   | Экстремальные охотники за привидениями     | Extreme Ghostbusters                           | Селин (озвучка)           |
| 1997      | кор | Марина                                     | Marina                                         | Марина                    |
| 1998—2000 | с   | Годзилла                                   | Godzilla: The Series                           | Александра Спрингер       |
| 1999—2000 | с   | Куриный бульон для души                    | Chicken Soup for the Soul                      | Мисс Хуппер               |
| 2000      | с   | L.A. 7                                     | L.A. 7                                         | Джо Винтерспон            |
| 2003      | тф  | Создатели монстров                         | Monster Makers                                 | Шейли Стокер              |
| 2004      | тф  | Любовь в стиле Голливуда                   | Love Hollywood Style                           | женщина                   |
| 2005      | ф   | Анонимный Сетевиков                        | Hitters Anonymous                              | Бренда                    |
| 2005      | кор | Дивные файлы: Питбуль на колёсах           | Diva Doq: Pit Bull on Wheels                   | женщина                   |
| 2006      | кор | Принцип пуховкой                           | The Powder Puff Principle                      | президент школьного клуба |
| 2006      | кор | Тедди пугает                               | Teddy Scares                                   | Рита Моррис               |
| 2006      | с   | Сверхъестественное                         | Supernatural                                   | детектив Даяна Балад      |
| 2008      | ф   | Всё хорошо                                 | All Is Normal                                  | Барбара                   |
| 2009      | ф   | Чертенята                                  | Imps                                           | Джени                     |
| 2012      | ф   | Роман на сердце                            | An Affair of the Heart                         | Хизар                     |
| 2010—2012 | с   | Распорядитель                              | Pit Boss                                       | Хейзел                    |
| 2012      | с   | Истории призраков знаменитостей            | Celebrity Ghost Stories                        | эпизод                    |
| 2013      | кор | Комедийное шоу                             | WHOA! Comedy Short                             | женщина                   |
| 2014      | с   | Гонки сопротивления                        | RuPaul's Drag Race                             | эпизод                    |
| 2016      | ф   | Зелёная фея                                | The Green Fairy                                | мисс Лэнфли               |
| 2023      | ф   | Изгоняющий дьявола: Верующий               | The Exorcist: Believer                         | Риган МакНил              |

## Награды и номинации
Список приведён в соответствии с данными сайта IMDb.
| Награда        | Год  | Категория                                     | Работа                         | Результат |
| -------------- | ---- | --------------------------------------------- | ------------------------------ | --------- |
| Оскар          | 1974 | Лучшая женская роль второго плана             | «Изгоняющий дьявола»           | Номинация |
| Золотой глобус | 1973 | Лучшая женская роль второго плана — Кинофильм | «Изгоняющий дьявола»           | Победа    |
| Золотой глобус | 1974 | Лучший актёрский дебют среди женщин           | «Изгоняющий дьявола»           | Номинация |
| Выбор народа   | 1973 | Лучшая актриса                                | «Изгоняющий дьявола»           | Победа    |
| Сатурн         | 1978 | Лучшая киноактриса                            | «Изгоняющий дьявола 2: Еретик» | Номинация |
| Золотая малина | 1982 | Худшая женская роль                           | «Сладкая ночь»                 | Номинация |
| Золотая малина | 1984 | Худшая женская роль                           | «Женщины за решёткой»          | Номинация |
| Золотая малина | 1985 | Специальная награда                           | н/д                            | Победа    |
| Золотая малина | 1986 | Худшая женская роль                           | «Остров дикарей»               | Победа    |
| Золотая малина | 1986 | Худшая женская роль                           | «Ночной патруль»               | Победа    |
| Золотая малина | 1986 | Худшая женская роль                           | «Дикие улицы»                  | Победа    |
| TV Land Awards | 2006 | Звезда из фильма недели                       | н/д                            | Победа    |